# 葉子奇 (台灣)
葉子奇（英語：Tzu chi Yeh，1957年—），祖籍廣東梅縣，出生於台灣花蓮縣玉里鎮，中華民國畫家，曾多次於國內外拍賣市場中打破台灣當代寫實繪畫的最高價紀錄。

## 生平
1975年畢業於花蓮高中，同年底於花蓮市民眾服務中心，舉行「告別十七 ─ 十八歲個展」。1977年肄業于國立藝專，1981年自中國文化大學美術系西畫組畢業。
1982年年底加入中華民國現代畫學會，他熱情地發起並組織了「101現代藝術群」，1983年5月底「一○一現代藝術群」第一次聯展，在展出中他呈现了以軍人为主題的一系列寫實畫作；同年6月底，从軍中退役。随后他設立個人畫室，以教畫為生。1987年，「成長的傳奇」個展於美國文化中心，主題以「家人」與「成長」為主，從個人的成長到家國的遷異，作歷史性的探索和紀錄。
1987年8月與妻子張金催女士偕同赴美，進入紐約市立大學布魯克林學院藝術研究所，1989年獲美國紐約市立大學布魯克林藝術研究所藝術創作碩士。張金催女士則進入紐約大學「視覺藝術-美術館行政」攻讀碩士、1997年五月獲得「藝術教育」博士學位。紐約期間曾任「雄獅美術」與「藝術家」雜誌的紐約通訊，其中兩篇文章「甚麼是藝術行政？」及「非營利藝術機構、替代空間、和合作畫廊」将1990年代台灣新興的藝術行政領域帶入新視野。
2006年與妻返回花蓮定居，后曾任教國立東華大學原住民民族學院「民族藝術研究所」，教授「藝術導覽」、「素描」、「視覺藝術創作」課程，並兼任代理所長及學務處「畢業生與僑生輔導組」組長)。

## 畫作特色
其作品從靜物主題的「獨白」系列至「風景‧台灣」，都是創作者的心情記錄，寫實而帶有隱喻的象徵，充滿了豐富的個人情懷，風格強烈而獨特。

## 國內外個展及聯展

### 聯展
- 2011年「複感·動觀─2011海峽兩岸當代藝術展」北京中國美術館/台中國立台灣美術館
- 2010年「台灣報到：2010台灣美術雙年展」台中國立台灣美術館
- 2006年「六位畫家的具象世界」台中月臨畫廊
- 2002年「台灣當代藝術全集」臺北鳳甲美術館；「行雲流水之歌-台灣新寫實繪畫30年」台北亞洲藝術中心
- 1997年「自然的氣勢-當代繪畫特展」紐約台北藝廊；「紐約-花蓮」花蓮新市民美學空間
- 1995年「線條表現」帝門藝術教育基金會
- 1991年「天才的閃耀：能‧力‧動」紐約州美國奇異電氣總公司前庭畫廊
- 1990年「第三屆：死亡之日」邀請展紐約揣貝卡區抉擇美術館；「新秀展」紐約蘇荷亞歷山大·謬力肯畫廊；「夏日群展」紐約蘇荷黑裡歐畫廊；「宏觀與微觀」競賽展紐約蘇荷黑里歐畫廊；「全國競賽展」紐約蘇荷第一街畫廊
- 1989年「第二屆：死亡之日」邀請展紐約揣貝卡區抉擇美術館
- 1987年「中華民國現代繪畫新貌展」台北國立歷史博物館
- 1986年「中華民國現代繪畫新展望」台北市立美術館；「新具象繪畫展」台北市立美術館；「風格22展」台北市立美術館
- 1984年「101現代藝術群，新圖式」臺北社教館；「新象展」台北藝術家畫廊
- 1983年「101現代藝術群」美國文化中心；「101現代藝術群」高雄多媒體藝術廣場
- 1980年 香港舉行的「亞洲青年畫展」；台北春之藝廊「台灣畫壇的新希望」青年藝術家聯展

### 個展
- 2025年「時間的雅歌」台中亞洲大學附屬現代美術館[7]
- 2017年「葉子奇個展 返鄉之歌－給花蓮」花蓮松園別館台南Inart Space加力畫廊[8]
- 2013年「對話與獨白」台北誠品畫廊
- 2010年「台南追想曲」台南Inart Space加力畫廊
- 2009年「風景‧台灣」台北誠品畫廊
- 2008年「走過風景的心情II」 台中月臨畫廊
- 2007年「走過風景的心情」台北誠品畫廊[9]；「葉子奇編年展」花蓮東華大學；「葉子奇返鄉特展」花蓮松園別館
- 2005年「獨白─離鄉之遠近1989-2005」台中月臨畫廊
- 2004年「獨白─離鄉之遠近1989-2004」台北誠品畫廊
- 2002年「風景‧台灣II」台北帝門藝術中心
- 2000年「風景‧台灣」台北帝門藝術中心
- 1998年「花季I」台北家畫廊；「花季II」台南新生態藝術環境
- 1997年「走過風景的心情1988-96」台北家畫廊
- 1995年「花祭」台北家畫廊
- 1994年「鄉愁在浴室中-對話與獨白」台北誠品畫廊
- 1993年「獨白II」台中新展望畫廊；「1978-1993編年展」花蓮花蓮縣立文化中心
- 1992年「獨白」台北玄門藝術中心
- 1989年衛斯貝斯畫廊紐約格林威治村
- 1987年「成長的傳奇」台北美國文化中心
- 1985 「生活的傳奇」台北南畫廊

## 外部連結
- Tzu-Chi YEH 葉子奇 – 誠品畫廊 （页面存档备份，存于）